# 유니캐스트
컴퓨터 네트워크에서 유니캐스트(unicast) 전송이란 고유 주소로 식별된 하나의 네트워크 목적지에 1:1로 ( one-to-one)  트래픽 또는 메시지를 전송하는 방식을 말한다.
우측 그림에서 유니 캐스트는 단일 발신자 (빨간색 점)에서 단일 수신자 (녹색점) 로의 하는 1:1 데이터 전송으로 표현된다.

## 전송 방법
유니캐스트는 송신 가능한 모든 목적지에 동일 데이터를 전송하는 브로드캐스트와 대비된다. 하나 이상의 목적지로 데이터를 전송하는 또 다른 방법으로는 멀티캐스트가 있는데, 이는 특별한 주소 지정 방식 과 멀티캐스트 프로토콜 (예:  , Multicast Source Directory Protocol (MSDP) 등)  통해 정해진 여러곳의 목적지로 데이터를 전송하는 방식이다.
만약 목적지에 해당하는 맥 어드레스를 모르는 IP 유니캐스트 패킷이 스위치를 통해 들어왔을 경우, 해당 패킷은 스위치에 연결되어 있는 모든 포트로 브로드캐스트된다. 이때는 '하나의 목적지로만 전송'이라는 유니캐스트의 목적은 실패로 돌아가게 되며, 이런 경우를 유니캐스트 플러드(unicast flood) 라고 한다.
유니캐스트 메시징은 개인적이거나 고유한 리소스가 필요한 모든 네트워크 프로세스에서 사용될 수 있다.
대량으로 배포되는 특정 네트워크 응용 프로그램에서 유니캐스트로 데이터를 전송할 경우, 각각의 네트워크 연결마다 호스트의 컴퓨팅 리소스를 소비할 뿐 아니라 각각 다른 네트워크 대역폭을 필요로 하기 때문에 전송 비용이 매우 높다는 단점이 있다. 각종 미디어의 스트리밍 서비스도 이러한 응용 프로그램 중 하나인데, 때문에 유니캐스트 연결을 사용하는 인터넷 라디오 방송국의 경우 대역폭에 따른 비용이 높을 수 있다.
유니캐스트라는 단어는 또한 스트리밍 미디어 콘텐츠 공급자의 서비스에서도 사용된다. 유니캐스트 방식의 미디어 서버는 각각의 사용자에게 스트림을 열어 서비스를 제공하게 된다. 반면, 멀티캐스트 방식의 서버는 다수의 사용자에게 한꺼번에 컨텐츠를 공급할 수 있어 동시에 더 많은 사용자를 지원 할 수 있다.

## 같이 보기
- IP 주소
- 멀티캐스트
- 브로드캐스트 (네트워킹)